# Wendel Fräser
Wendel Fräser (* 2. Juni 1967; † 7. Juni 1989 bei Zanderij, Suriname) war ein surinamisch-niederländischer Fußballspieler. Er kam beim Flugzeugabsturz am 7. Juni 1989 nahe dem Johan Adolf Pengel International Airport ums Leben.
Fräser wuchs in Rotterdam auf, schon als Junge war er Anhänger von Feyenoord und schaute sich Spiele des Teams in De Kuip an. Er wurde aktives Vereinsmitglied und schaffte es bis 1987, sich als Allrounder im Sturm in die zweite Mannschaft zu spielen. Lediglich einmal durfte er bei einem Spiel der ersten Elf – deren Stars im Angriff Lars Elstrup, Regi Blinker, René Hofman oder Dave Mitchell hießen – auf der Bank sitzen. Entsprechend war sein Verdienst – im Brotberuf arbeitete der abseits des Spielfeldes eher ruhige junge Mann daher als Postbote in Rotterdam. 
Zur Saison 1988/89 wechselte Fräser in die Eerste Divisie zum RBC Roosendaal, wo er sich unter Trainer Epi Drost schnell in der ersten Mannschaft durchsetzte. In der Rückrunde unterschrieb er einen Vertrag beim SVV Schiedam, wo er in der folgenden Saison unter Trainer Dick Advocaat in dem Team spielen sollte, das letztlich den Aufstieg in die Eredivisie schaffte.
Am Abend des 6. Juni checkte Fräser als Mitglied der Kleurrijk Elftal – einer Auswahl von Spielern, die wie er surinamische Wurzeln hatten und in den Niederlanden professionell oder semiprofessionell Fußball spielten – für den SLM-Flug 764 nach Paramaribo ein. Die Mannschaft sollte dort ein Freundschaftsturnier zur Unterstützung des Fußballs in Suriname bestreiten. Die Douglas DC-8 der SLM stürzte in der Nacht beim Landeanflug ab; Wendel Fräser war wie 13 weitere Mitglieder der Kleurrijk Elftal unter den 176 Todesopfern.
Obwohl er nur ein Jahr beim RBC gespielt hatte, war Fräser besonders bei den Anhängern des Vereins sehr beliebt geworden; nach seinem Tode wurde das Fanclubheim im De-Luiten-Stadion nach ihm benannt, auf der Website des RBS wird er als de legendarische, also „der legendäre“, Wendel Fräser bezeichnet.